# Belén Rodríguez
María Belén Rodríguez Cozzani (phát âm tiếng Tây Ban Nha: [maˈɾi.a βeˈlen roˈðɾiɣes koˈsani], tiếng Ý: [kotˈtsaːni]; sinh ngày 20 tháng 9 năm 1984) là một showgirl người Ý gốc Argentina. Được biết đến như Belén Rodríguez hoặc Belén, cô đã định cư tại Milan từ năm 2004. Rodríguez đã dẫn  các chương trình tạp kỹ và xuất hiện trong quảng cáo truyền hình  và phim. Được coi là biểu tượng sex của những năm 2000 và 2010, cô đã chụp ảnh cho lịch khỏa thân.
Báo chí quốc tế  đã gọi Rodríguez là " Rioplatense Sophia Loren "  và " Sara Carbonero của Ý". Cô đã dẫn chương trình Lễ hội âm nhạc Sanremo tháng 2 năm 2011, người Argentina thứ ba (sau Valeria Mazza và Lola Ponce). Cecilia Rodríguez, một showgirl người Argentina hoạt động ở Ý từ năm 2008, là em gái của Belén.

## Tiểu sử

### Đầu đời
Rodríguez được sinh ra vào ngày 20 tháng 9 năm 1984 tại Buenos Aires, Argentina  với Gustavo Rodríguez và Veronica Cozzani de Rodríguez. Veronica, người gốc Ý, là con gái của những người nhập cư từ La Spezia ở Liguria. Rodríguez có một em trai, Jeremías, ngoài em gái của cô là Cecilia. Lúc 10 tuổi, cô chuyển đến Pilar với gia đình cô. Em gái của Rodríguez, Cecilia (sinh ngày 18 tháng 3 năm 1990 tại Pilar, Argentina), đã là người mẫu  tại Ý từ năm 2008  Vào tháng 1 năm 2014, Cecilia trở thành đối tác kinh doanh của Belén. Jeremías, Gustavo và Veronica  đã sống ở Milan từ tháng 8 năm 2015, và Jeremías (sinh ngày 11 tháng 11 năm 1988 tại Pilar)  đã hoạt động  trong showbiz Ý từ năm 2017.

### Cuộc sống cá nhân
Từ tháng 8 năm 2004 đến tháng 12 năm 2008, Rodríguez là bạn gái của cầu thủ bóng đá AC Milan Marco Borriello. Từ tháng 1 năm 2009  đến tháng 4 năm 2012, cô có mối quan hệ với Fabrizio Corona; họ đã chia tay  khi cô gặp vũ công Stefano de Martino, người mà cô sau đó kết hôn. Họ có một con trai (Santiago) vào ngày 9 tháng 4 năm 2013  tại Milan và kết hôn vào ngày 20 tháng 9 năm đó. Rodríguez và de Martino ly thân vào ngày 22 tháng 12 năm 2015, và ly hôn vào ngày 24 tháng 1 năm 2017  sau khi ký thỏa thuận tư pháp tại Tòa án Milan; như một phần của divorzio breve (ly dị nhanh), de Martino được lệnh phải trả 1.000 € mỗi tháng để hỗ trợ cho việc nuôi con. Cuộc ly hôn của họ trở thành chính thức sáu tháng sau đó. Để tránh một phiên tòa công khai kéo dài, de Martino đã không yêu cầu tiền cấp dưỡng. Santiago hiện sống với Rodríguez.

## Nghề nghiệp
Cô đã sống ở Ý từ năm 2004, dẫn các chương trình tạp kỹ và xuất hiện trong các chương trình và phim quảng cáo trên truyền hình. Được coi là biểu tượng sex của những năm 2000 và 2010, Rodríguez chụp ảnh ở Ý cho tạp chí Playboy và một số lịch khỏa thân. Báo chí lá cải ở Ý và nước ngoài đã theo sát cuộc sống và sự nghiệp của cô.